# 2000年代の映画
2000年代の映画（2000ねんだいのえいが）では、2000年（平成12年）から2009年（平成21年）までの映画分野の出来事（動向）について記述する。

## 出来事

### 世界
- 2月19日 - 第50回ベルリン国際映画祭で市川崑監督『どら平太』がベルリナーレ・カメラ賞（功労賞）受賞[1]。
- 5月19日 - 仏通信大手ヴィヴェンディグループが、シーグラム（MCAの親会社）を事実上買収し合併[2]。
- 6月27日 - 韓国、日本大衆文化段階的開放措置で観覧制限「18歳以上」全面解禁、全面禁止のアニメ映画を一部解禁[2]。
- 7月10日 - 『ゴジラ2000 ミレニアム』（大河原孝夫監督）の北米公開に合わせ、米国カリフォルニア州・ロサンゼルス郡が「Godzilla Week」を宣言 (16日まで)[2]。
- 8月18日 - 『ゴジラ2000 ミレニアム』、全米約2000館で公開[2][3]。
- 9月 - マイケル・ダグラスとキャサリン・ゼタ＝ジョーンズが結婚[4]。

### 日本
- 1月
  - 米メジャー5社と東宝東和・日本ヘラルド映画・ギャガ・コミュニケーションズ・松竹が配給収入発表から興行収入発表に切り換える[5]。
  - 1月1日 - キョクイチが「トムス・エンタテインメント」と改称[1]。
  - 1月9日 - 第5回東宝シンデレラ決戦大会が開かれ、長澤まさみがグランプリ、審査員特別賞に大塚ちひろ[6]。
  - 1月11日 - 日本映画海外普及協会会長に衆議院議員・与謝野馨就任[1]。
- 2月
  - 2月23日 - 元松竹社長・大谷隆三死去[1]。
  - 2月28日 - NHK衛星放送受信契約数1000万突破[1]。
- 3月
  - 3月1日
    - 銀座テアトル西友が「銀座テアトルシネマ」と改称[1]。
    - 脚本家・田中澄江死去[1]。

  - 3月9日 - 文化庁優秀映画大賞（「長編映画部門」「短編映画部門」）を制定[1]。
  - 3月11日 - 日劇プラザで封切られた『トイ・ストーリー2』が日本初のDLPプロジェクターによるデジタルシネマとして上映[7]。
  - 3月21日 - 田波靖男（脚本家・藤本賞審査委員）死去[1]。
  - 3月24日 - 松竹の経営再建3か年計画の一環で行われた希望退職募集に80名が応募[5]。
- 4月
  - 4月1日 - ウォルト・ディズニー・カンパニーがBV(ブエナビスタ ジャパン)を含む日本法人4社を統合、「ウォルト・ディズニー・インターナショナル・ジャパン」設立[1]。
  - 4月22日 - 東京お台場に都内初のシネマコンプレックス「シネマ・メディアージュ」がオープン[8]。
  - 4月29日 - 東京・シネリーブル池袋開場[2]。
- 5月
  - 5月25日 - ワーナー・マイカル・シネマズ板橋（WMC板橋）開場[2]。WMC初の都内進出[2]。
- 6月
  - 大規模小売店舗立地法が施行される[9]。2001年1月末までの開業なら適用外となるのでショッピング・センターやスーパーマーケットの駆け込み出店が相次ぎ、併設のシネマコンプレックスも急増した[9]。前年比303スクリーン増加は新記録[9]。
  - 6月16日 - 大阪・北野劇場、『M:I-2』（ジョン・ウー監督）完成披露試写会の舞台挨拶を東京から衛星中継[2]。
  - 6月30日 - 64年の歴史を持つ松竹大船撮影所が閉鎖[10][11]。10月31日、株式会社大船撮影所解散[2]。
- 7月
  - 7月1日 - 大阪・東宝敷島劇場および敷島シネマを廃止[2]。7月8日、「敷島シネポップ 1・2・3」を新設開場[2]。
  - 7月8日 - 東京・池袋HUMAXシネマズ開場[2]。
- 8月
  - 8月28日 - 東映系シネコン事業会社、ティ・ジョイ設立[2]。劇場にデジタルシネマ衛星配信を導入[2]。
- 9月
  - 東宝、東映も興行収入発表に切り換える[5]。東宝は、作品的には『ホワイトアウト』から興行収入での発表に変更[2]。映連主導により日本映画界全体の統一基準として、わかりやすさ、グローバル化を導入[2]。
  - 9月20日 - 徳間康快（徳間書店・大映社長、映画プロデューサー）死去[2]。正四位追贈[2]。
  - 9月22日 - 第7回平壌国際映画祭に『十五才 学校IV』で特別招待された山田洋次監督が帰国報告会見[12]。
  - 9月27日 - 正月映画に予定されていた『チキン・チキン・ラン・ラン』の日本配給権が、公開予定していたUIPではなく韓国のCJエンターテイメントにあることが判明し、『チキン・チキン・ラン・ラン』は『チキンラン』に改名され、CJエンターテイメント、シネカノン、アミューズ・ピクチャーズの共同配給で2001年春に公開されると発表[12]。
- 10月
  - 10月5日 - 10月7日から公開予定だった『エクソシスト <ディレクターズ・カット版>』が観客に見せるクオリティに達していないとのウィリアム・フリードキン監督の意向で公開延期になる[13]。ついに11月23日に封切られ正月シーズンまで続くロングランヒットとなる[14]。
  - 10月19日 - 映連が映画成績発表を興行収入に統一、配給収入での発表廃止を決定[2]。
- 11月
  - ダイエー、タイムワーナー共同展開のキャラクター専門店、合併契約解消[2]。
  - 11月10日 - 東宝、東京・八王子東宝劇場解約、撤退[2]。
  - 11月17日 - 衆議院文教委員会で民主党の石井紘基により『バトル・ロワイアル』（小説・映画）の暴力描写が青少年に与える影響を懸念する問題提起がなされる[15]。その後、政治家や大臣、深作欣二監督、東映、映倫を巻き込んだ論争に発展し、映画『バトル・ロワイアル』は大ヒットする[15]。
- 12月
  - 12月1日 - BSデジタル本放送開始[2]。
  - 12月8日 - 大阪堺市・ヴァージン・シネマズ泉北開場[16][2]。
  - 12月9日 - ティ・ジョイ第1号シネコン、T・ジョイ東広島開場[2]。
  - 12月12日 - 東京池袋・新文芸坐、マルハンが人世坐より事業を引継ぎ、開場[2]。
  - 12月14日 - 東京有楽町・東京宝塚ビル竣工式・内見会挙行[2]。
  - 12月16日
    - インディペンデント映画紹介の国際映画祭、第1回東京フィルメックス開催[2]。
    - 東京宝塚ビルに併設のスカラ座1は『シックス・デイ』（ロジャー・スポティスウッド監督）、スカラ座2は『ウーマン・オン・トップ』（フィナ・トレス（英語版）監督）で新築開場[17]。

  - 12月23日 - 大阪・シネリーブル梅田1-2開場[2]。

### 世界
- 1月 - 仏リュック・ベッソン監督、ピエランジュ・ル・ポギャムがヨーロッパ・コープ設立[18]。
- 1月1日 - 米連邦通信委員会が、インターネットサービス世界最大手アメリカオンライン (AOL)とタイム・ワーナーの合併承認[18]。
- 2月13日 - 第51回ベルリン国際映画祭で熊井啓監督がベルリナーレ・カメラ賞(功労賞)受賞[18]。
- 8月8日 - トム・クルーズとニコール・キッドマンのカップルが離婚[19]。
- 9月3日 - 第25回モントリオール世界映画祭で市川崑監督が功労賞受賞[18]。
- 9月11日 - アメリカ同時多発テロ事件が発生[20]。
- 9月24日 - 全米劇場経営者協会、米同時多発テロ事件の犠牲者らの支援目的で、この日の興行収入を米赤十字社に全額寄付[18]。
- 10月16日 - インドネシアの首都ジャカルタで開催の第46回アジア太平洋映画祭に、米同時多発テロ事件と同地の治安を考慮して、日本代表団は不参加、作品のみ上映[18]。
- 11月9日 - ハリウッドに、米アカデミー賞授賞式会場として有名なコダックシアター完成[21][注 1]。
- 12月21日 - 宮崎駿監督が仏国家功労勲章、パリ市勲章受章[21]。

### 日本
- 1月
  - 1月28日 - 大映社長に松下武義就任[18]。
- 2月
  - 2月24日 - 『キャスト・アウェイ』（ロバート・ゼメキス監督）からUIP配給作品は、東宝洋画系劇場で優先上映[18]。
  - 2月28日 - 東京地裁、日活の更生計画終結を認可[18]。
- 3月
  - 3月14日 - 光ファイバー使用による『千と千尋の神隠し』の梅田スカラ座での映画配信実験、新聞発表[18]。従来のフィルム上映に代わり、映画を「デジタルコンテンツ⇒光ファイバー⇒DLPシネマプロジェクター」の流れで劇場に配信・上映する新しい形態を試行[18]。
  - 3月17日 - 女優・新珠三千代死去[18]。
  - 3月31日 - 大阪市にテーマパークのユニバーサル・スタジオ・ジャパンがオープン[22]。
- 4月
  - 4月14日 - 監督・勅使河原宏死去[18]。
  - 4月20日 - 映画・テレビドラマ等の都内での円滑なロケ撮影をサポートする「東京ロケーションボックス」が都庁内に開設される[23]。以後、各地にフィルム・コミッションが設置される[18]。外国映画の利用第1号はリュック・ベッソン監督の『WASABI』[24]。
- 5月
  - 5月17日 - 福岡県警、無許可でDVDビデオを営業目的で上映した業者を著作権（上映権）侵害容疑で強制捜査[18]。国内初のDVDビデオ関連の刑事事件[18]。
  - 5月23日 - 松竹、再建3カ年計画達成、引き続き「中期経営計画」を策定[18]。
- 6月
  - 東宝映像事業部、TOHOインターネットショップ開店[18]。
  - 6月21日 - 経産省、アニメーション産業研究会を発足、第1回会合を開催[18]。
  - 6月26日 - 映倫は再審要求が出ていたフランス映画『ロマンスX』（カトリーヌ・ブレイヤ監督）を配給するプレノンアッシュに対し、改めて性行為や出産シーンに修正を加えることを要求[25]。
- 7月
  - 7月20日 - 『千と千尋の神隠し』（宮崎駿監督）が全国336館で封切られ[24]、日本映画界のすべての記録を塗りかえる驚異的大ヒット[18][26]。オープニングの週末成績は『もののけ姫』（1997年公開）の184％[24]。
- 8月
  - 8月8日 - 全国フィルムコミッション連絡協議会設立[18][27]。
  - 8月13日 - 『千と千尋の神隠し』、公開25日目で興収100億円突破[21]。8月19日、公開31日目で観客動員数1000万人突破[21]。
  - 8月21日 - 西友、キネマ旬報社を傘下におさめる関係会社SSコミュニケーションズの株式を角川書店に売却[18]。
- 9月
  - 9月9日 - 相米慎二監督（53歳）が肺がんのため死去、遺作は1月公開の『風花』[28][29]。
  - 9月11日 - アメリカ同時多発テロ事件が発生[20]。
    - 事件を連想させる内容のため公開が延期されたり（『ビッグ・トラブル』・『ブラックホーク・ダウン』）、ニューヨークで撮影中だったため日米で公開延期（『ギャング・オブ・ニューヨーク』）、世界貿易センタービルが見えるシーンがカットされたり（『ズーランダー』など）、撮影が延期され内容の見直しが行われた映画もあった[20][30]。
    - ハリウッド映画人の来日中止が相次ぐ[30]。
    - 米国の空港閉鎖のため、『トゥームレイダー』の宣伝で初来日したアンジェリーナ・ジョリーが日本に足止めになる[31]。

  - 9月13日 - WB、「9.11米同時多発テロ事件」の被害者および遺族への哀悼の意を表し、10月に日米同時公開予定の『コラテラル・ダメージ』の公開延期を決定[18]。
  - 9月16日 - 『千と千尋の神隠し』、公開59日目で興収200億円突破[21]。9月27日、劇場観客動員数で『タイタニック』（1997年公開）の記録を塗り替え、公開69日目の26日時点で1687万8955人と日本新記録を達成、記者発表[21]。10月27日、公開100日目で興収250億円突破[21]。
  - 9月17日 - 米同時多発テロ事件の影響で、『ワイルド・スピード』（ロブ・コーエン監督）の主演俳優の来日中止[18]。
  - 9月21日 - 『太陽を盗んだ男』（長谷川和彦監督、1979年）のDVDが発売される[30]。
  - 9月22日 - 大阪・三番街シネマ2、リニューアルオープン[21]。
  - 9月26日 - マイカルが民事再生法の適用申請したことについて、ワーナー・マイカル・シネマズが自社の業務継続に何の支障もないと声明発表[30]。
- 10月
  - 10月1日 - 三鷹市にスタジオジブリの「三鷹の森ジブリ美術館」がオープン[30]。
  - 10月2日 - ゲーム大手・スクウェア、映画事業から撤退の方針を発表[18]。
  - 10月5日 - 東宝映像事業部、『ハンニバル』（リドリー・スコット監督）のビデオカセットレンタル開始[21]。東宝ビデオ歴代最高本数を記録[21]。
  - 10月12日 - 映画製作者・俊藤浩滋死去[18]。
  - 10月15日 - WM直営シネコン限定全国共通映画鑑賞券、コンビニエンスストアで発売開始[18]。
  - 10月18日 - 宮崎駿監督が菊池寛賞受賞[18]。
  - 10月27日 - 第14回東京国際映画祭開催(11月3日まで)。11月4日、ウォルト・ディズニー生誕100周年記念、映画祭協賛企画「ディズニー映画祭」開催[18]。
- 11月
  - 11月1日 - 東宝関西支社興行部、大阪梅田地区8劇場を対象とした、インターネットの映画総合サービスサイト「映画の花道」を開設[21]。
  - 11月7日 - 『千と千尋の神隠し』、公開111日目で観客動員数2000万人突破[21]。11月11日、公開115日目の時点で『タイタニック』の興収記録を超え262億1014万円に到達、11月13日、日本新記録達成および海外配給の記者発表[21]。
  - 11月9日 - 東宝映像事業部、『ハンニバル』から東宝ビデオ作品のDVDレンタル開始[21]。
- 12月
  - 12月1日
    - 全国645館で『ハリー・ポッターと賢者の石』が封切られ、『A.I.』（6月公開）の週末2日間の観客動員記録と『スター・ウォーズ エピソード1/ファントム・メナス』（1999年公開）の週末2日間の興行収入記録を抜いて新記録を達成[32][33]。興行収入203億円は国内洋画歴代2位の大ヒット[21]。以後、映画化されたシリーズ全作品が高稼動[21]。
    - 東京・新宿スカラ座、新宿東宝ビレッジ 1･2が「新宿スカラ座1･2･3」と改称[21]。

  - 12月5日 - 米ウォルト・ディズニー生誕100周年[21]。
  - 12月15日
    - 東京有楽町・シャンテ シネ、劇場名を4階・2階・地下1階の順に、従来のシャンテシネ2・1・3から1・2・3に変更[21]。
    - 東映東京撮影所の敷地の一部を再開発した商業ビル「オズスタジオシティ」竣工[21]。T・ジョイ大泉開場[21]。

  - 12月22日
    - 日本公開を予定していた『ギャング・オブ・ニューヨーク』（マーティン・スコセッシ監督）が米同時多発テロ事件の影響で完成が遅れ、公開延期[21]。
    - 東京八王子・ヴァージン・シネマズ南大沢開場[34][21][注 2]。

### 世界
- 2月17日 - 『千と千尋の神隠し』（宮崎駿監督）、第52回ベルリン国際映画祭でアニメーション映画では初となる金熊賞（最高賞）受賞[21]。
- 3月 - 米映画製作大手ウォルト・ディズニー、SPE、FOX、UNI、WB、PAR、MGMの7社、デジタルシネマ導入促進に向け、共同出資の新団体設立〔デジタルシネマイニシアティブ（英語版）（DCI）〕[35][注 3]。
- 3月27日 - 米映画監督ビリー・ワイルダー死去[35]。
- 5月3日 - 『スパイダーマン』（サム・ライミ監督）が全米公開3日間で史上初の興行収入1億ドル超え[35][36]。
- 6月20日 - 女優・岸惠子が仏芸術文化勲章（オフィシエ）受章[35]。
- 9月 - 俳優・真田広之が名誉大英帝国勲章第5位（MBE）受章[35][37]。
- 10月4日 - 第47回アジア太平洋映画祭で篠原哲雄監督『命』が作品賞ほか受賞[35]。
- 10月18日 - 米国で『ザ・リング』（ゴア・ヴァービンスキー監督）公開[35][38]、以後、ハリウッドメジャーで日本映画のリメイク作品の製作相つぐ[35]。
- 11月14日 - 映画評論家・佐藤忠男が韓国文化勲章受章[39]。

### 日本
- 1月
  - 2001年度全国映画館数2585館（うちシネコン1259スクリーン、前年比136スクリーン増）、入場人員1億6328万人(前年比120.6%)と15年ぶりに1億6000万人台を回復、興行収入2001億5400万円(前年比117.1%)と初の2000億円突破[21]。
  - 1月1日 - 東京、新宿武蔵野館・シネマカリテ1-3が「新宿武蔵野館1-4」と改称[21]。
  - 1月21日 - 松竹、年間4、5本を目標に映画製作を本格的に再開[21]。
  - 1月30日
    - ぴあ、東証2部に上場[21]。
    - 『オーシャンズ11』（スティーヴン・ソダーバーグ監督）が東京、大阪、ロンドン、モントリオールを衛星回線で結んだ史上初の同時サテライト記者会見を実施[21]。
- 2月
  - 2月1日 - 東京新宿・東京IMAXシアター閉館[21]。
  - 2月15日 - 国内初のアニメ国際見本市「新世紀東京国際アニメフェア21」開催[21]。
- 3月
  - 3月1日
    - 東京有楽町・日劇3館、総称を「日劇PLEX」、日劇1・2・3に改称してリニューアルオープン[21]。
    - 大阪・三番街シネマ3リニューアル・オープン[21]。

  - 3月5日 - 映画照明技師・岡本健一死去[21][40]。
  - 3月6日 - インターネットの普及に対応し、音楽・映像など情報の著作権を守る「著作権新条約」発効[35]。
  - 3月16日 - 大阪・三番街シネマ1リニューアル・オープン[35]。
  - 3月20日 - 2001年ビデオソフト売上でDVDが金額、数量とも初めてビデオカセットを上回る[35]。
- 4月
  - 4月6日 - 公立の小中学および高校の多くで完全学校週5日制が導入される[41]。
  - 4月20日 - 映画「クレヨンしんちゃん」シリーズ10周年記念作品、『クレヨンしんちゃん 嵐を呼ぶ アッパレ!戦国大合戦』（原恵一監督）公開[35][42]。4月28日、シリーズ通算観客動員数1000万人を突破[35]。
  - 4月25日
    - 東京・品川プリンスシネマ開場[35]。
    - オメガ･エンタテインメントが改組、「ムービーアイ・エンタテインメント」と改称[35]。

  - 4月27日
    - 大阪・梅田ブルク7開場[35]。
    - 東京新宿駅南口、元東京IMAXシアター跡にテアトルタイムズスクエアが開場[35]。

  - 4月30日 - 東京、邦画専門の名物名画座、新宿昭和館が70年の歴史の幕を閉じた[43][35][注 4]。
- 5月
  - 5月11日 - 『スパイダーマン』（サム・ライミ監督）日本公開、大ヒット[35][44]。以後、シリーズ全作品が高稼動[35]。
  - 5月18日 - 東宝、大阪・ナビオ5劇場の総称を「ナビオシネプレックス」、大阪・南街5劇場の総称を「南街シネプレックス」とする[35]。
  - 5月23日 - 東宝、代表取締役社長に高井英幸就任[35]。
  - 5月28日 - 東京急行電鉄、渋谷東急文化会館の2003年6月末で閉鎖、解体を発表[35]。
- 6月
  - 6月27日 - 東映社長に岡田裕介（剛）就任、高岩淡は会長に就任[35]。
- 7月
  - 7月10日 - 日本映画エンジェル大賞制定[35][45]。
  - 7月13日 - 『スター・ウォーズ エピソード2/クローンの攻撃』（ジョージ・ルーカス監督）公開、大ヒット[35][46]。本作で日本初の映画本篇の衛星配信をティ・ジョイほか複数劇場が実施[35]。
  - 7月20日 - 『猫の恩返し』（森田宏幸監督）/『ギブリーズ episode2』（百瀬義行監督）公開、大ヒット[35][47]。
- 9月
  - 9月1日 - 美須興行が「チネチッタ」、カワサキ・ミスが「チッタ エンタテイメント」と改称[35]。
  - 9月3日 - 20世紀フォックス ホーム エンターテイメントジャパン、ビクターエンタテインメントとの独占販売契約を本年一杯で打切り、翌年発売分から自主販売の実施を発表[35]。
- 10月
  - 10月1日 - ぴあ総合研究所設立[35]。
  - 10月8日 - 東北新社、ジャスダック市場に上場[35]。
  - 10月12日 - ワーナー・マイカル（WM）、公開6-8週間前から購入可能な「早売チケット」を全国の直営シネコンで発売[35]。
  - 10月21日 - 大阪・ナビオ3館全面改装（分割、劇場名変更）のため休館（11月22日まで）[39]。
  - 10月25日 - 東宝映像事業部、黒澤明監督23作品「黒澤 DVD THE MASTERWORKS」発売[39]。
  - 10月30日 - 東宝映像事業部、「ゴジラと科学展」を日本科学未来館で開催（2003年2月11日まで）[39]。
- 11月
  - 11月1日
    - 角川大映映画設立。角川歴彦が会長、黒井和男が社長に、それぞれ就任[39]。
    - 旧松竹本社跡地に築地松竹ビル(通称ADK松竹スクエア)開業[39]。

  - 11月23日 - 大阪・ナビオTOHOプレックス新装開場[39]。7スクリーン、2190席で関西の拠点である梅田地区最大のシネマコンプレックス誕生[39]。
  - 11月30日 - 東宝映画興行部、指定席の予約発券を行う、興行管理ぴあ連携システム稼動[39]。
- 12月
  - 12月1日 - 名古屋・名宝ビル閉鎖[39]。開場以来67年の歴史に幕[39]。名古屋宝塚、名宝スカラ座、名宝シネマ閉館[39]。
  - 12月3日 - ギャガがキネマ旬報社を買収[39]。
  - 12月4日 - 東宝創立70周年記念として、第1作『ゴジラ』のDVDを従業員および得意先に配布[39]。12月18日、『東宝70年映画・演劇 テレビ・ビデオ作品リスト』を従業員および得意先に配布[39]。
  - 12月13日 - 「東宝創立70周年記念パーティー」を新高輪プリンスホテルで挙行[39]。
  - 12月26日 - 東宝映像事業部、「大ゴジラ展」を新宿高島屋で開催(2003年1月6日まで)[39]。
  - 12月28日 - 映画監督・蔵原惟繕死去[39]。

### 世界
- 1月15日 - 米連邦最高裁、著作権の保護期間20年延長の法律を容認[39]。企業が権利を持つ作品は、著作権の有効期間が、創作より120年もしくは公表より95年のどちらか短い方、個人では死後70年となる[39]。
- 2月25日 - 映画監督・吉田喜重が仏芸術文化勲章（オフィシエ）受章[48]。
- 3月3日 - ワーナー・マイカル、米・ラスベガスで開催された「ショーウェスト」（全米映画館主のための見本市）で日本初の国際映画興行賞受賞[48]。
- 3月23日 - 『千と千尋の神隠し』（宮崎駿監督）、第75回アカデミー賞長篇アニメーション映画賞受賞[48][注 5]。
- 6月12日 - 米俳優グレゴリー・ペック死去[48]。
- 6月29日 - 第25回モスクワ映画祭、映画『ふくろう』で大竹しのぶが女優賞、新藤兼人監督が功労賞を受賞[48]。
- 7月22日 - 仏プロデューサー、セルジュ・シルベルマン死去[48]。
- 9月6日 - 第60回ヴェネツィア国際映画祭で『座頭市』の北野武が銀獅子賞（監督賞）受賞[48]。
- 9月18日 - 米AOLタイム・ワーナーが「タイム・ワーナー」への社名変更を決定[48]。
- 9月28日 - 米映画監督、エリア・カザン死去[48]。
- 10月7日 - 米カリフォルニア州知事選挙に俳優アーノルド・シュワルツェネッガー当選[49]。
- 12月3日 - 米ウォルト・ディズニー、2003年全世界年間興行収入30億8000万ドル到達（30億ドルの大台突破は業界初）と発表[49]。

### 日本
- 1月
  - 1月24日 - 『千と千尋の神隠し』（宮崎駿監督）をNTVで放映[39][50]。テレビでの劇場映画放送では過去最高の視聴率46.9%（関東地区）を記録[39][50]。
- 2月
  - 2月6日 - 公正取引委員会が20世紀フォックス（極東）映画会社を独占禁止法違反、入場料金割引を行わないよう劇場側に不当に強制した疑いで立入検査[48][51]。
  - 2月14日 - 劇場運営会社・松竹シネプラッツ設立[48]。
  - 2月25日 - 東宝・ ヴァージン共同記者会見で、東宝によるヴァージン・シネマズ・ジャパンの買収を発表[52]。全国8サイト（81スクリーン）が新たに東宝興行網に加わる[52]。
  - 2月28日 - 松竹第一興行が解散[48]。3月1日、松竹シネプラッツが業務を継承、直営8館は松竹興行部直営に所属変更[48]。
- 3月
  - 日本ビクター、家庭用デジタルハイビジョンビデオカメラ発売[48]。
  - 3月1日
    - ヒューマックスピクチャーズが「ヒューマックスシネマ」と改称[48]。
    - 東宝映画興行部、収益の改善と効率化を図るため、全直営劇場の売店を直営化[48]。

  - 3月6日 - 北海道・札幌シネマフロンティアがグランドオープン（2月22日プレオープン）[48]。東宝、松竹、ティ・ジョイ初のコラボレーションによる運営で、札幌駅直結の最新鋭巨大シネマコンプレックスが誕生[48]。
  - 3月10日 - 照明技師・下村一夫死去[48]。
- 4月
  - 4月1日
    - ヘラルド・エンタープライズ、ICカード電子チケットシステムを導入[48]。
    - 東芝がアミューズピクチャーズを買収[48]。
    - 角川書店が「角川ホールディングス」（角川HD）と改称、同日付で発足の100%子会社「角川書店」に営業を継承[48]。角川HD社長に角川歴彦、角川書店社長に福田峰夫就任[48]。

  - 4月4日 - 東宝、ヴァージン・シネマズ・ジャパンの株式を総額103億円で取得[48]。4月7日、ヴァージン・シネマズ・ジャパンを「TOHOシネマズ」と商号変更。以後ヴァージン・シネマズの劇場名を「TOHOシネマズ」に順次変更[48]。
  - 4月8日 - 脚本家・水木洋子死去[48]。
  - 4月23日 - 東宝映画製作『赤い月』（降旗康男監督）の中国ロケ、新型肺炎（SARS）の流行で延期決定[48]。
  - 4月25日
    - ヴァージン・シネマズ六本木ヒルズ開場[48]。
    - 東宝映画興行部、東京銀座地区で同業他社（全26劇場）と連携で映画街の活性化、新規顧客開拓、リピーター獲得を目的とした「銀座・シネマポイントカード」実施[48]。

  - 4月30日 - 20世紀フォックス（極東）映画会社が「20世紀フォックス映画」と改称[48]。
- 5月
  - 5月23日 - 東宝、決算公告を従来の日本経済新聞紙上に代え、自社ホームページ上に5年間掲載を開始[48]。同時にホームページのIR情報を充実[48]。
- 6月
  - 6月16日 - 落語家・春風亭柳昇死去[48]。
  - 6月28日 - 松竹、渋谷松竹セントラルを「渋谷ピカデリー」と改称[48]。
  - 6月30日 - 渋谷東急文化会館閉館、46年の歴史に幕[48]。
- 7月
  - 7月12日
    - 『ターミネーター3』（ジョナサン・モストウ監督）公開、前作から12年ぶりのシリーズ最新作、大ヒット[48][53]。
    - 第25回ぴあフィルムフェスティバル、6年ぶりに東宝有楽町・シャンテシネ1で開催（7月25日まで）[48]。

  - 7月19日
    - 『踊る大捜査線 THE MOVIE2 レインボーブリッジを封鎖せよ!」（本広克行監督）公開[48]。公開3日間では『千と千尋の神隠し』の入場人員・興収成績を上回り、日本映画実写作品の記録を多数更新するなど全国的大ヒット[48][54]。
    - 『劇場版ポケットモンスター アドバンスジェネレーション 七夜の願い星 ジラーチ』（湯山邦彦監督）/『おどるポケモンひみつ基地』（湯山邦彦監督）公開、大ヒット[48][54]。シリーズの興行成績がV字回復[48]。
- 8月
  - 8月20日 - 『踊る大捜査線 THE MOVIE2 レインボーブリッジを封鎖せよ!』、邦画実写作品で『南極物語』（1983年公開）の記録を抜き、33日目で歴代興行収入第1位を記録[49]。
  - 8月31日 - 上野東宝劇場・上野宝塚劇場が再開発のため閉館[49]。
- 9月
  - 9月12日 - TOHOシネマズ川崎開場[49]。TOHOシネマズに商号変更後の第1号シネコン(ヴァージン・シネマズから通算で10サイト目)オープン[49]。
  - 9月18日 - GAGA、日本初の配給会社による株主劇場招待券贈呈制度導入を決定[48]。
  - 9月25日 - 電通が、パイオニアの子会社、映像ソフト関係のパイオニアエル・ディー・シーとパイオニアエンタテインメントUSAの2社を買収[48]。10月1日、社名をジェネオンエンタテインメントと変更[48]。
  - 9月27日 - 『S.W.A.T.』（クラーク・ジョンソン監督）の公開で、一部上映劇場を除き中学1年生の入場を無料とする「中1“映画館デビュー”応援キャンペーン」を実施[48]。
  - 9月30日 - 東京・新宿武蔵野館1閉館[49]。新宿武蔵野館2 - 4を「新宿武蔵野館1 - 3」と改称[49]。
- 10月
  - 10月1日 - アミューズピクチャーズは、東芝の完全子会社となり、「東芝エンタテインメント」と改称[49]。
  - 10月2日 - TOHO (ヴァージン)シネマズ、一部劇場で日本初の赤ちゃん連れ歓迎の「ママズクラブシアター」を実施[49]。
  - 10月8日 - 公正取引委員会、20世紀フォックス映画に独占禁止法違反で排除勧告[49]。10月10日、20世紀フォックス映画は割引料金の拘束、入場料金設定への介入の事実はないとの見解を発表[49]。
  - 10月22日 - ぴあ、携帯電話での電子チケット購入、入場サービスを開始[49]。
- 11月
  - 11月1日 - 第16回東京国際映画祭開催(9日まで)[49]。11月5日、映画祭協賛企画「東京コンテンツマーケット2003秋」開催[49]。
  - 11月15日 - TOHOシネマズ、劇場名をヴァージン・シネマズから「TOHOシネマズ」に変更開始[49]。第1号は浜松、以後、2004年2月28日まで六本木を除く8サイトの名称を順次変更[49]。
  - 11月26日 - 松竹マルチプレックスシアターズ（SMT）が映画チケットのインターネット予約・販売を開始[49]。
- 12月
  - 12月1日 - 地上波デジタルテレビジョン放送開始（関東・中京・近畿の一部）[49]。
  - 12月5日 - 愛知県名古屋市・ヘラルドコーポレーションが民事再生法適用を申請[49]。
  - 12月6日 - 『ファインディング・ニモ』（監督・アンドリュー・スタントン、リー・アンクリッチ）公開[49][55]。翌年1月18日に興収96億7000万円を突破し、国内洋画アニメ作品で歴代最高興収を記録[49]。
  - 12月31日 - 東宝、直営映画劇場の業務用招待券を全廃[49]。

### 世界
- 1月1日 - 韓国、18歳以上向けの日本映画、日本語CD、日本製家庭用ビデオゲームソフトを解禁[49]。
- 2月28日 - ゴールデンラズベリー賞が開催され、ベン・アフレックとジェニファー・ロペス主演の『ジーリ』が最低作品賞を受賞。
- 5月22日 - 第57回カンヌ映画祭で柳楽優弥が 『誰も知らない』（是枝裕和監督）で、同映画祭史上最年少の主演男優賞受賞[56]。
- 8月18日 - 米作曲家エルマー・バーンスタイン死去[56]。
- 9月11日 - 第61回ヴェネツィア国際映画祭で『ハウルの動く城』（宮崎駿監督）が金オゼッラ賞（技術貢献賞）受賞[57]。
- 9月13日 - ソニーがMGMを買収することで両社基本合意[56]。
- 10月20日 - ゴジラ、米カリフォルニアの「ハリウッド・ウォーク・オブ・フェーム」に認定[57]。ハリウッド大通りにゴジラの星型が埋設される[57]。
- 10月22日 - 米リメイク版『THE JUON/呪怨』（清水崇監督）全米公開、同週初登場第1位獲得[57][58]。

### 日本
- 1月
  - 1月1日 - 映画、アニメなどの著作権保護期間を20年延長し、欧米諸国と同じ公表後70年とする改正著作権法施行[49]。
  - 1月9日
    - 角川ホールディングス（角川HD）、ビデオ・DVDなど映像ソフト販売会社角川エンタテインメントを設立[49]。
    - 東映の直営6館（東京・新宿東映、東映パラス1-3、岩手・盛岡東映2館）閉館[49][注 6]。

  - 1月16日 - 大阪・堺東宝、堺シネマ1・2閉館[49]。
  - 1月22日 - 東急レクリエーション、毎月22日を"ふーふの日&カップルデイ"とし、男女2人で2000円の入場料金割引を実施[59]。
- 2月
  - 2月1日 - 大阪難波・東宝南街会館閉鎖[49]。「さよなら南街ラストショー」をもって開場以来50年の歴史に幕[49][60]。映画劇場の南街シネプレックスは新ビル竣工まで休館[49]。
  - 2月28日 - 日劇1-3をはじめ東京・有楽町マリオン映画館6館が、全席指定定員入替制（初回のみ自由席）実施（松竹直営3館は3月6日から）[56]。
- 3月
  - 3月1日 - ムービーテレビジョン、民事再生法適用を申請[56][61]。
  - 3月6日
    - 映画「ドラえもん」シリーズ(通算観客動員数7500万人) 25周年記念、『ドラえもん のび太のワンニャン時空伝』/『Pa-Pa-Pa ザ★ムービー パーマン タコDEポン!アシHAポン!』/『ドラえもんアニバーサリー25』公開、大ヒット[56][62]。
    - 『レジェンド・オブ・メキシコ/デスペラード』（ロバート・ロドリゲス監督）で、一部上映劇場を除き50歳代観客の入場料金を1000円とする「“50歳代カムバック! 映画館”青春キャンペーン」実施[56]。

  - 3月19日 - 東宝、ティ・ジョイ (東映)と初の2社共同事業、広島バルト11開場[56]。
  - 3月29日 - 角川HDと日本ヘラルド映画が映像事業に関して提携[56]。角川HDが、日本ヘラルド映画の第三者割当増資を子会社の角川大映で引受け、子会社化[56]。
- 4月
  - 4月1日 - 角川HD、グループ内映像事業を1社に集約するため、角川大映映画をはじめ関係する子会社を合併、角川映画を新発足[56]。黒井和男が社長就任[56]。
  - 4月10日 - 東宝映像事業部（東宝ビデオ）がDVDレンタルに本格参入[56]。
  - 4月13日 - 漫画家、映画などの製作者、弁護士が連携し、コンテンツ産業の海外展開を支援するエンターテインメント・ロイヤーズ・ネットワーク設立[56]。
  - 4月15日 - 松竹ニューセレクト設立。4月26日、神奈川横浜・マイカル松竹シネマズ本牧の営業権取得[56]。4月30日、「MOVIX本牧」と改称し、新装開場[56]。6月30日、マイカル松竹解散[56]。
  - 4月27日 - 角川HD、ハリウッド大手製作スタジオのドリームワークスと提携を発表（110億円出資、35を越す作品の日本配給権獲得）[56]。
- 5月
  - 5月8日 - 『世界の中心で、愛をさけぶ』（行定勲監督）公開、大ヒット[56][63]。恋愛映画の金字塔となる興行成績でブーム[56]。
  - 5月20日 - 『世界の中心で、愛をさけぶ』の同名原作本が日本国内小説発行部数史上初の300万部の大台を突破し、306万部に到達[56]。
  - 5月27日 - 松竹社長に迫本淳一就任、大谷信義は副会長に就任[56]。
- 6月
  - 6月2日 - 熊本・TOHOシネマズ光の森開場[56]。TOHOシネマズ発足以降グループ系列興行会社では初となる、インターネットチケット販売「vit」、観客サービス「シネマイレージ」、クレジットカード決済、成績集計システムなどヴァージン・シネマズのノウハウを本格導入[64]。以後、グループ興行会社のシネコンにも導入[57]。
- 6月
  - 6月7日 - 東映、サミーが両グループのシネコン事業の提携および新会社シーズ・シネマズ設立を発表[56]。
  - 6月15日 - 経産省が「デジタルシネマ推進フォーラム」立ち上げ[56]。
  - 6月22日 - キャメラマン・篠田昇死去[56]。
- 7月
  - 7月1日 - 映連、全興連、モーション・ピクチャー・アソシエーション（MPA）、外国映画輸入配給協会（外配協）4団体による「映画館へ行こう!」実行委員会が[56][65]、実施期間1年の予定で「夫婦50割引」(夫婦どちらかが50歳以上で同一作品鑑賞の場合、入場料金2人で2000円) キャンペーン開始[56]。
- 9月
  - 9月1日
    - 東宝、東京映画新社を吸収合併[57]。存続会社は東宝、東京映画新社は解散[57]。
    - 角川大映撮影所リニューアルオープン[56]。
    - 関西共栄興行がサティ東宝を吸収合併[57]。存続会社は関西共栄興行、サティ東宝は解散[57]。

  - 9月9日 - 住友商事と角川グループが共同で、ユナイテッド・シネマの50%の株式を取得し、子会社化[56]。
  - 9月11日 - 『スウィングガールズ』（矢口史靖監督）公開、単館拡大興行では興収新記録となるヒット[57][66]。
  - 9月18日 - TOHOシネマズ、東京・ヴァージン・シネマズ六本木ヒルズを「VIRGIN TOHO CINEMAS 六本木ヒルズ」と改称[57]。
  - 9月30日 - 映画製作会社トワーニ解散[57]。
- 10月
  - 10月1日
    - 松竹、アニメ事業本部新設[57]。
    - キネマ旬報映画総合研究所設立[57]。

  - 10月6日 - 東京・有楽町マリオン20周年、マリオン全体では初の試みとなる記念イベント開催（31日まで）[57]。
  - 10月9日 - 東京銀座・渋谷の東映直営劇場4館、「丸の内TOEI①・②」「渋谷TOEI①・②」と改称[57]。
  - 10月30日 - 米俳優トム・クルーズ、東京・日比谷シャンテ合歓の広場に外国人スター初となる手形埋設[57]。
- 11月
  - 11月13日 - 東京渋谷・映画館アミューズCQN開場[57]。
  - 11月16日 - 有線ブロードネットワークスが、ギャガ・コミュニケーションズ（GAGA）の第三者割当による新株式を引き受け、同社の過半数の株式取得[57]。
  - 11月20日 - 『ハウルの動く城』（宮崎駿監督）公開、大ヒット[67][68]。『千と千尋の神隠し』を凌ぐ勢い[67][68]。
  - 11月21日 - 東京調布・角川大映撮影所第3スタジオより出火、全焼[57]。人的被害なし[57]。
  - 11月26日 - 俳優・島田正吾死去[57]。
  - 11月29日 - 東芝が、次世代DVD機器の規格「HD DVD」に対して、米映画スタジオ大手のWB、ニューライン、UNI、PAR4社の支持を取り付けたと発表[57]。
  - 11月30日 - 松竹、『SHINOBI-HEART UNDER BLADE-』（下山天監督）で日本初の個人向け公募映画ファンド受付を開始[57]。
- 12月
  - 12月4日 - 50年目の「ゴジラ」、『ゴジラ FINAL WARS』公開[67][69]。
  - 12月6日 - 女優・山路ふみ子死去[57]。
  - 12月17日 - 有線ブロードネットワークスがGAGAを子会社化[57]。

### 世界
- 2月2日 - ピアース・ブロスナンが『007』シリーズを降板することが発表された[要出典]。
- 2月16日 - 第55回ベルリン国際映画祭で松竹が企業としては初のベルリナーレ・カメラ賞 (功労賞)受賞[67]。
- 2月26日 - ゴールデンラズベリー賞が開催され、『キャットウーマン』が最低作品賞を受賞。賞の性質上、普通は監督・俳優は授賞式に現れないが、「キャットウーマン」主演のハル・ベリーは授賞式で受賞スピーチを行った[要出典]。
- 3月14日 - 松竹が米・ラスベガスで開催された「ショーウェスト2005」（全米映画館主のための見本市）で最優秀興行賞受賞[67]。
- 5月11日 - 第58回カンヌ国際映画祭が開幕[70]。経産省が初めて日本の映画産業を紹介するコーナーを設置[70]。
- 6月19日 - 第8回上海国際映画祭で『村の写真集』（三原光尋監督）が金爵賞(最優秀賞)受賞[70]。
- 6月29日 - 第13回サンクトペテルブルク映画祭でイッセー尾形、桃井かおり、佐野史郎らが出演したロシア映画『太陽』がグランプリを受賞した[要出典]。
- 7月27日 - 米ハリウッド映画製作大手7社が「デジタルシネマ」の上映方式などの規格統一で合意と発表[70]。
- 8月2日 - 米興行界、23週連続前年割れと不振[70]。
- 9月6日 - カナダ・第29回モントリオール世界映画祭で『いつか読書する日』（緒方明監督）が審査員特別賞受賞[70]。
- 9月9日 - 第62回ヴェネツィア国際映画祭で宮崎駿監督が栄誉金獅子賞受賞[70]。
- 9月23日
  - 松竹、創立110年を記念して、第43回ニューヨーク映画祭で45作品を回顧上映[70]。
  - 『星になった少年』（河毛俊作監督）、タイ・バンコクにてウボンラタナ王女をお迎えして試写会を開催[71]。
- 9月28日 - 第50回アジア太平洋映画祭、マレーシア・クアラルンプールで開催[70]。
- 10月4日 - ダニエル・クレイグが次の『007』シリーズでジェームズ・ボンドを演じることが発表された[要出典]。

### 日本
- 1月
  - 2004年度全国映画館数2825館（うちシネコン1766スクリーン、前年比144スクリーン増）、入場人員1億7000万人（前年比104.8%）と21年ぶりに1億7000万人台を回復、興行収入2109億1400万円（前年比103.8%）と歴代最高を更新[67][72]。
  - 1月1日 - 演劇などへの13歳未満の子役の出演可能時間が現行の20時までから21時までに延長[67]。
  - 1月8日 - 映画評論家・小森和子死去[67]。
  - 1月9日 - 松竹、新潟県中越地震の被災地小千谷市で『男はつらいよ』の無料上映会を2日間開催[67]。
  - 1月10日 - 『ハウルの動く城』などを違法コピーした海賊版DVDを販売の露天商、著作権法違反で逮捕[67]。
  - 1月13日 - キャメラマン岡崎宏三死去[67][73]。
- 2月
  - 2月1日 - 映連、外国映画輸入配給協会（外配協）、モーション・ピクチャー・アソシエーション（MPA）、全興連の4団体「インド洋大津波救援/100円募金キャンペーン」を開始、全国の劇場などに募金箱設置（28日まで）[67]。3月30日、寄せられた募金およそ2053万円を日本赤十字社に寄付[67]。
  - 2月19日 - 映画監督・岡本喜八死去[67]。
  - 2月25日 - 愛知県知多郡・イオン東浦東宝シネマ9、リニューアルして「TOHOシネマズ東浦」と改称[67]。
- 3月
  - 3月1日 - 有線ブロードネットワークスが「USEN」と改称[67]。
  - 3月12日 - 『ドラえもん』の新しい声優陣をテレビ朝日が発表[67]。
  - 3月14日 - 2004年度DVD・ビデオ市場、歴代最高の3753億9300万円の売上額を記録[67]。
  - 3月15日 - 角川グループとCJエンタテインメント（韓国最大手の映画製作・配給・興行会社）が事業提携を発表[67]。
  - 3月17日
    - 角川ホールディングスが日本ヘラルド映画の完全子会社化を発表する[74]。シネコンを展開するヘラルド・エンタープライズを傘下に収めたことで、角川グループが製作・配給・興行まで行う邦画第4のメジャーとなった[75]。
    - 東京・TOHOシネマズ府中開場[67]。

  - 3月18日 - 109シネマズ名古屋開場[67]。
  - 3月25日 - 東京・上野東宝ビル竣工[67]。
  - 3月26日 - 東京日比谷、「さよなら日比谷映画 ありがとうみゆき座」閉館記念名作上映会（入場料金はオープン当時の一般300円、指定席500円）開催（31日まで）[67]。3月31日、東宝本社ビルの改築のため、みゆき座が閉館[76]。同様に、4月8日、日比谷映画（旧千代田劇場）閉館[76][70]。4月1日、宝塚ビルのスカラ座2が「みゆき座」と改名することで名称のみが残る[76][70]。
  - 3月28日 - 松竹、『阿修羅城の瞳』（滝田洋二郎監督）で日本初の知的財産権信託を用いた映画ファンドを組成[67]。
  - 3月31日 - スタジオジブリが徳間書店から分離独立[67]。鈴木敏夫が社長に就任[67]。
- 4月
  - 4月1日 - 日本映画海外普及協会（ユニジャパン・フィルム）が東京国際映像文化振興会を統合し、「日本映像国際振興協会（新・ユニジャパン）」設立[67]。
  - 4月4日 - USENが日活買収検討を発表[70]。8月15日、日活労組の反対にあい、計画を撤回[70]。
  - 4月9日
    - 東京・有楽座（旧・ニュー東宝シネマ）開場、伝統の名称復活[70]。
    - 『名探偵コナン 水平線上の陰謀』（山本泰一郎監督）公開、劇場版シリーズ通算観客動員2000万人を本作品公開中に突破[70]。
- 5月
  - 5月23日 - 映画字幕翻訳家・岡枝慎二死去[70]。
- 6月
  - 6月1日 - NPO法人映像産業振興機構（VIPO）設立[70]。
  - 6月4日 - 『電車男』（村上正典監督）公開、大ヒット[70][77]。単館系拡大上映作品の記録を次々に更新[70]。
  - 6月13日 - TOHOシネマズ、インターネットチケット販売システム「vit」で顧客情報管理不全発生 (15日まで)[70]。
  - 6月25日 - 大阪・ナビオTOHOプレックス9階にシアター6増設[70]。あわせて7階にある従来のシアター6・7はそれぞれシアター7・8に改称[70]。
  - 6月29日 - ウォーレン・クロマティが東京地方裁判所に、『魁!!クロマティ高校THE☆MOVIE』の公開差し止めの仮処分を配給元のメディア・スーツを相手に申し立てていた[要出典]。
  - 6月30日 - 住友商事、子会社のユナイテッド・シネマを通じ日本AMCシアターズ (AMCイクスピアリ16は除く)を買収[70]。スクリーン数国内第3位の興行グループとなる[70]。
- 7月
  - 7月1日 - 「映画館へ行こう!」実行委員会、実施期間1年の予定で映画館の割引入場料金「高校生友情プライス」（高校生3人以上で同一作品鑑賞の場合、入場料金1人1000円）キャンペーン開始[70]。前年導入の“夫婦50割引”は好評につき継続[70]。
  - 7月9日
    - 『スター・ウォーズ エピソード3/シスの復讐』（ジョージ・ルーカス監督）公開、シリーズ（全6作）完結で話題を集め、大ヒット[70][78]。
    - 東京有楽町・シャンテ シネ新装開場[70]。

  - 7月22日 - 東宝映像事業部、成瀬巳喜男監督生誕100年記念のDVD-BOX『成瀬巳喜男 THE MASTERWORKS 1』を、8月26日には『成瀬巳喜男 THE MASTERWORKS 2』を発売[71]。
  - 7月24日 - 豊田利晃監督が覚醒剤取締法違反（所持）で現行犯逮捕される[79]。豊田監督の映画『空中庭園』は公開延期、または、お蔵入りの可能性もあったが、公開を望む声に応えて10月に公開された[79]。
  - 7月27日 - 日本ヘラルド映画、ジャスダックの上場廃止[70]。
- 8月
  - 8月2日 - 日本ヘラルド映画が角川HDの完全子会社となる[70]。8月23日、「角川ヘラルド・ピクチャーズ」と改称[70]。
  - 8月16日 - 松竹、みずほ証券を割当先とする第三者割当による新株予約権発行を発表[70]。
  - 8月18日 - トーキョー・シネマショーに「筑紫哲也賞」制定[70]。第1回授賞式開催[70]。
- 9月
  - 9月1日 - オリエンタルランド、千葉県浦安・AMCイクスピアリ16を買収[70]。
  - 9月4日 - 愛知県名古屋・エンゼル東宝閉館[71]。
  - 9月6日 - 大型台風14号の影響により、九州・中国・四国各地の劇場で休業または上映中止（7日まで）[70]。
  - 9月7日 - インデックスが日活を買収することを発表する[80]。9月28日、インデックス、ナムコより日活の株式の半数を取得し子会社化[70]。
- 10月
  - 10月11日 - 世界初のネットワーク配信デジタルシネマ共同トライアル「4K Pure Cinema」計画案の詳細を、参加企業5社（NTT、NTT西日本、米国・ワーナー・ブラザース、ワーナー ブラザース ジャパン、東宝）合同で記者発表[71][81]。
  - 10月20日 - シネカノン、信託を採用した映画ファンド、韓国に開場するシネコンなどの計画を発表[71]。
  - 10月22日 - 4K Pure Cinema（800万画素）による『ティム・バートンのコープスブライド』の一般興行を東京・シネマメディアージュ、大阪・TOHOシネマズ高槻で開始[71]。
- 11月
  - 11月19日 - 『ハリー・ポッターと炎のゴブレット』（マイク・ニューウェル監督）の先行上映を東宝洋画系関西主力劇場の大阪・ナビオTOHOプレックスで実施[71]。東宝にとって、長年の懸案事項とされたワーナー・ブラザース製作作品の上映を実現した[71]。
  - 11月26日 - 大型新人女優発掘オーディション「松竹STAR GATE」で海老瀬花子がグランプリ[82]。
- 12月
  - 12月4日 - 角川映画とソニー・ミュージックエンタテインメントの共同企画「スーパー・ヒロイン・オーディション ミス・フェニックス」で蓮佛美沙子がグランプリ[82]。
  - 12月8日 - 愛知県・TOHOシネマズ津島開場[71]。
  - 12月9日 - 新藤兼人賞の授賞式が行われ、金賞は『真夜中の弥次さん喜多さん』の宮藤官九郎[83]。
  - 12月10日 - 東京・丸の内ルーブルがネーミングライツを久光製薬に売却し、「サロンパス ルーブル丸の内」に改称された[84][71]。一般企業の映画館の命名権取得は日本初[71]。
  - 12月24日 - 大阪梅田・OS劇場C.A.Pが「OS名画座」と改称[71]。
  - 12月26日 - ホテルなどに向けネット配信を主な事業とする「シネマプラス」（東映ほかが設立）に東宝・松竹・角川映画・インデックスの各社が出資[71]。

### 世界
- 1月1日 - 韓国、日本製劇場用アニメーションの上映を全面的に開放[71]。
- 1月24日 - ウォルト・ディズニー・カンパニーがピクサー・アニメーション・スタジオの買収計画を発表[71]。
- 1月26日 - 韓国、映画館に一定の国産映画の上映を義務づけたスクリーンクォータ制度の大幅縮小（年間上映146日を73日に半減）を発表[85][86]。
- 2月1日 - 米パラマウント、ドリームワークス (SKG)の買収を完了[87]。2日、リストラ策発表[87]。
- 2月2日 - 松下電器産業(現・パナソニック)、保有する旧MCA(ユニバーサルスタジオ関連会社)の全株式売却を発表[87]。
- 4月3日 - 米ハリウッド映画製作大手6社、米国内でインターネット配信からのダウンロードによる映画ソフトの販売を開始[87]。
- 5月27日 - 『下妻物語』（中島哲也監督）がカンヌ・ジュニア・フェスティバル(10から18歳までの観客対象の部門)でグランプリ受賞[87]。
- 7月7日 - 『パイレーツ・オブ・カリビアン/デッドマンズ・チェスト』が全米で、初日の興行収入の新記録[要出典]を打ち立てた（5583万600ドル）[88]。
- 7月28日 - 俳優のメル・ギブソンが飲酒運転で逮捕される[要出典]。ギブソンは逮捕時に反ユダヤ的な人種差別発言をしたとされる[要出典][誰によって?]。
- 8月18日 - 米ウォルト・ディズニー・カンパニー、主力の映画部門のリストラ策発表[87]。その後、WB、MGMなど米ハリウッド映画製作大手も続く[87]。
- 9月4日 - 第30回モントリオール映画祭で奥田瑛二監督『長い散歩』がグランプリを含む三冠達成[87]。
- 11月15日 - 韓国ソウルでVIPO主催「日本映画:夢と冒険」開幕[89][90]。
- 11月21日 - 第51回アジア太平洋映画祭で岡田茂東映名誉会長が特別功労賞受賞[89]。
- 12月23日 - 東宝社長・高井英幸が韓国釜山・東西大学校で講演[91]。

### 日本
- 1月
  - 東映東京撮影所の元敷地の一部に大型マンション竣工[87]。
  - 1月27日 - 角川大映撮影所大改装、リニューアル内覧会開催[87]。
  - 1月29日 - 京都宝塚劇場・スカラ座、京極東宝1・2・3閉館[71]。１月28・29日、3劇場で特別興行「さよなら上映」を500円均一で実施[71]。
  - 1月31日 - 東京・浅草東宝閉館[87][注 7]。
- 2月
  - 2月8日 - 作曲家・伊福部昭死去[87]。
  - 2月24日 - 名鉄東宝1・2閉館[87]。39年の歴史を有する中部地区ナンバーワン劇場が閉館[87]。11日より8作品上映の「さよなら名鉄東宝 ファイナルシネマ」を開催[87]。
- 3月
  - 3月4日 - 声優陣を一新、復活した映画「ドラえもん」シリーズ『映画ドラえもん のび太の恐竜2006』（渡辺歩監督）公開、大ヒット[87][92]。
  - 3月11日 - ギャガ、ヒューマックスシネマと業務提携[87]。東京渋谷・シネマGAGA!開場[93][87]。
  - 3月31日 - 住友商事、アスミック・エースエンタテインメントを子会社化[87]。
- 4月
  - 4月1日
    - 海賊版事業者の商標外しなどによる著作権侵害を防ぐため、映画館・パッケージの映像内に著作権マーク（丸囲みC）」の入れ込みを開始[87]。
    - 全興連 レイティング指定および全国の青少年の健全な育成に関する条例遵守のための自主規制指導センターを新設[87]。
    - ワンセグ（携帯電話・移動端末向け1セグメント部分受信サービス）放送開始[87]。

  - 4月4日 - ヴァージンTOHOシネマズ六本木ヒルズの劇場名を「TOHOシネマズ六本木ヒルズ」と改称[87]。ヴァージン・シネマズからTOHOシネマズブランドへの名称変更、全サイト完了[87]。
  - 4月15日 - 劇場版「名探偵コナン」シリーズ、10周年記念作『名探偵コナン 探偵たちの鎮魂歌』（山本泰一郎監督）公開、大ヒット[87][94]。
  - 4月19日 - 東京・TOHOシネマズ錦糸町オープン[95][87][注 8]。
- 5月
  - 5月6日 - 『LIMIT OF LOVE 海猿』（羽住英一郎監督）公開、大ヒット[87][96]。
  - 5月8日 - 東京楽天地、錦糸町シネマ8楽天地の5から8を閉館[87]。残りの4スクリーンを「楽天地シネマズ錦糸町」と改称[87][注 9]。
  - 5月14日 - 東京・新宿ピカデリー1-4、上野セントラル1-4の松竹直営8館が閉館[87]。
  - 5月20日 - 『ダ・ヴィンチ・コード』（ロン・ハワード監督）公開、原作本と合わせて話題を呼び、大ヒット[87]。
  - 5月30日 - 映画監督・今村昌平死去[87]。
  - 5月31日 - 相鉄ローゼンが映画興行事業（相鉄ムービル）から撤退[87]。
- 6月
  - 6月8日 - 政府の知的財産戦略本部が「知的財産推進計画2006」を決定[87]。劇場内で無断撮影された海賊版映像への対策が初めて盛り込まれる[87]。
  - 6月12日 - TOHOシネマズ13サイトにおいて初のパブリックビューイング（FIFAワールドカップドイツ大会日本代表戦同時中継興行）実施[89]。
  - 6月25日 - 第1回映画検定（キネマ旬報社ほか主催）実施[87]。
- 7月
  - 7月1日 - 「高校生友情プライス」、さらに1年間の継続を「映画館に行こう!」実行委員会が決定[87]。「夫婦50割引」は興行各社の取組として継続[87]。
  - 7月11日 - 映画『ローマの休日』（ウィリアム・ワイラー監督）の著作権保護期間事件で、東京地裁が原告・パラマウント側の申立を却下[87]。
  - 7月28日 - 北海道・夕張市の財政再建団体申請表明にともない、ゆうばり国際ファンタスティック映画祭の2007年以降の中止が決定[87]。
  - 7月29日 - 『ゲド戦記』（宮崎吾朗監督）公開、大ヒット[89][97]。
- 9月
  - 9月15日 - 東京・新宿文化劇場1-4閉館[89]。
  - 9月21日 - 大阪・東宝南街ビル竣工[89]。22日、テナント「なんばマルイ」開業[89]。
  - 9月22日 - 大阪・TOHOシネマズ なんば開場[89]。
  - 9月24日 - 大阪・千日前OSスバル座閉館[87]。
- 10月
  - 10月1日 - 日活、社名ロゴを変更[89]。
  - 10月2日 - 映団連、映連、外配協（外国映画輸入配給協会）、映画テレビ技協が東京中央区日本橋1丁目に移転[89]。
  - 10月5日 - 東京江東区・アーバンドック ららぽーと豊洲開業[89]。UC豊洲開場[89]。
  - 10月6日 - 1953年公開『シェーン』（ジョージ・スティーヴンス監督）格安DVDの著作権侵害による販売差止め訴訟（著作権保護期間満了事件）で、東京地裁が原告・パラマウント側の請求を棄却、著作権消滅と判断[89]。2007年12月18日、最高裁で、2審判決が確定[89]。
  - 10月7日 - 東京有楽町、「シャンテ・シネ20thスペシャルウィーク」開催、ゆかりの14作品上映（13日まで）[89]。
  - 10月11日 - GAGA、ヘラクレス市場の上場廃止[89]。16日、USENとの株式交換で同社の完全子会社となる[89]。
- 11月
  - 11月7日 - アニメ作画監督・村田耕一死去[89]。
- 12月
  - 12月19日 - 日本アカデミー賞協会、高品質の作品を送り出した製作プロダクションを顕彰する「岡田茂賞」制定[89]。第1回はロボットが受賞[89]。

### 世界
- 3月6日 - 米国映画協会2006年の全世界映画興行収入が258億2000万ドル（前年比11%増）を突破し、過去最高を記録したと発表[91]。
- 3月12日 - 東宝会長・松岡功、米・ラスベガスで開催された「ショーウエスト2007」（全世界映画興行者の祭典）で日本興行界での功績が高く評価され、史上2人目のInternational Lifetime Achievement Award（生涯功労賞に相当）受賞[91]。
- 5月27日 - 第60回カンヌ国際映画祭で『殯の森（）』（河瀨直美監督）がグランプリ（審査員特別賞）受賞[91]。
- 8月28日 - 米俳優・歌手のナンシー梅木死去[98]。
- 11月5日 - アメリカ脚本家組合がストライキに入り、映画・テレビ界に大きな影響を及ぼした[要追加記述]。2008年2月12日に正式に終了した。

### 日本
- 1月
  - 2006年度全国映画館数3062（うちシネコン2230スクリーン、前年比136増）[91][72]。36年ぶりにスクリーン数3000を回復、入場人員1億6458万人（前年比102.6%）、興行収入2029億3400万円（前年比102.4%）[91][72]。邦画・洋画の市場構成比が21年ぶりに逆転し、邦画が優位に、また、33年ぶりに邦画の製作本数が400本を突破する[91]。
  - 東宝、平成18年度（1-12月）の映画営業部門の年間興収587億7700万円で歴代新記録達成[91]。TOHOシネマズの興行収入294億9500万円（直営270スクリーン）、東宝グループ興行会社合計(502スクリーン) 452億700万円[91]。
  - 1月20日 - TOHOシネマズが創立10周年行事として、『不都合な真実』（デイビス・グッゲンハイム監督）をグリーン電力で上映[91]。
- 2月
  - 2月6日 - 情報プレス代表・竹入栄二郎死去[91]。
  - 2月8日 - 東京・新宿スカラ座1･2･3閉館[91]。
  - 2月9日 - ティ・ジョイ（東映）とTOHOシネマズの共同経営劇場、新宿バルト9が都内ターミナル地区では初のシネコンとして新宿三丁目に開場[91]。
  - 2月22日
    - 第1回「TOHOシネマズ学生映画祭@南大沢」開催[91]。
    - 民間支援者による、ゆうばり応援映画祭開幕[91]。

  - 2月28日 - 三和興行を東宝の完全子会社とする株式交換実施[91]。
- 3月
  - 3月1日
    - 角川ヘラルド映画が「角川映画」と改称[91]。角川歴彦が会長、井上泰一が社長、黒井和男が相談役に就任[91]。
    - TOHOシネマズが渋谷文化劇場を吸収合併[91]。存続会社はTOHOシネマズ、渋谷文化劇場は解散[91]。

  - 3月6日 - 愛知県名古屋市、ミッドランドスクエア開業[91]。ミッドランドスクエアシネマ開場[91]。
  - 3月27日 - 俳優・植木等死去[91]。
- 4月
  - 4月2日
    - 東宝、黒澤明8作品の廉価版DVD販売するコスモ・コンテンツを著作権侵害で東京地裁に提訴、販売差止めを求める[91]。9月14日、東京地裁一審判決、被告側にDVDの製造・販売等の差止めを命じ、東宝全面勝訴[91]。
    - JSATがスカイパーフェクトコミュニケーションズと経営統合[91]。共同持株会社スカパーJSAT設立[91]。

  - 4月20日 - 米メジャースタジオ作品の金曜初日、20世紀フォックス配給『ロッキー・ザ・ファイナル』（主演・監督シルヴェスター・スタローン）から再導入[91]。洋画配給他社も追随[91]。
  - 4月21日 - 映画化15周年、シリーズ15作目、『クレヨンしんちゃん 嵐を呼ぶ 歌うケツだけ爆弾!』（ムトウユージ監督）公開[98][99]。
  - 4月24日 - 『映画ドラえもん のび太の恐竜2006』（渡辺歩監督）が、日本アニメとしては初めて中国国内で本年7月に劇場公開されることが決定[91]。
- 5月
  - 5月1日 - 博報堂DYメディアパートナーズが東芝エンタテインメントの全株式を取得し、完全子会社化[91]。6月1日、ショウゲートに改称[91]。
  - 5月15日 - 伊丹十三記念館が愛媛県松山市にオープン[91]。
  - 5月23日 - 監督・熊井啓死去[91]。
- 6月
  - 6月18日 - UIP映画が本年度秋からのユニバーサル映画作品の東宝東和委託配給、来年度からのパラマウント映画作品の同社自社配給決定にともない、社員に日本支社年内閉鎖を通達[98]。
  - 6月28日 - 東映、定時株主総会で買収防衛策導入を決定[98]。
  - 6月29日 - 『ダイ・ハード4.0』（レン・ワイズマン監督）公開、シリーズ12年ぶりの最新作ヒット[98][100]。
- 7月
  - 7月1日
    - 著作権法一部改正、罰則強化[98]。
    - ブエナビスタ インターナショナルジャパン(BV)が「ウォルト・ディズニー・スタジオ・モーション・ピクチャーズジャパン」（WDS）と改称[98]。

  - 7月14日 - 劇場版「ポケットモンスター」シリーズ10周年記念作品、『劇場版ポケットモンスター ダイヤモンド&パール ディアルガVSパルキアVSダークライ』（湯山邦彦監督）公開、大ヒット[98][101]。22日、シリーズ10作目で通算観客動員4000万人を突破[98]。
  - 7月31日 - 京都、劇場看板製作・タケマツ画房廃業[98][102]。
- 8月
  - 8月1日
    - 映連会員4社の製作配給作品を網羅したオフィシャルデータベース公開[98]。
    - 松竹、神奈川メディアセンターを完全子会社化し、「松竹デジタルセンター」と改称[98]。

  - 8月9日 - 東京世田谷区・東宝スタジオ、オフィス・センターが竣工し、メインゲート（正門）も完成[98]。北側壁に高さ13mの『七人の侍』の巨大壁画、オフィスセンター前に2mのゴジラのブロンズ像が登場[98]。
  - 8月29日 - チャップリン9作品格安DVD販売の著作権をめぐる裁判で、東京地裁がDVD製造2社に販売中止と損害賠償の支払いを命じる[98]。
  - 8月30日 - 映画の盗撮の防止に関する法律施行[98]。
- 9月
  - 9月1日 - パラマウント・ホーム・エンタテインメント・ジャパンが「パラマウント・ジャパン」（PAR）と改称[98]。
  - 9月8日 - 『HERO』（鈴木雅之監督）公開、大ヒット[98][103]。
  - 9月14日 - TOHOシネマズがヴァージン・シネマズから数えて創立10周年を記念し、毎月14日 (トウ・フォー)を「TOHO CINEMAS DAY」 として入場料金1000円の割引イベント実施[98]。
  - 9月24日 - 大阪・三番街シネマ1・2・3閉館、32年5か月の歴史で上映作品1385本、入場人員2407万1000人、興行収入323億4200万円[104]。
- 10月
  - 10月1日 - 大阪・TOHOシネマズ梅田リニューアルオープン（ナビオ TOHOプレックスから改称）[105]。また、従来のOS劇場・OS名画座を統合し、TOHOシネマズ梅田アネックスと改称[105]。
  - 10月12日 - 有楽町イトシア開業[98]。13日、シネカノン有楽町2丁目開場[98]。
  - 10月18日 - 映像制作大手ティー・ワイ・オーが円谷エンタープライズを買収、円谷プロを子会社化[98]。
  - 10月20日 - 第20回東京国際映画祭開催[98]。映画祭のほか都内各所で「TIFF.COM (マーケット)」、「秋葉原エン夕まつり」などさまざまな催しが行われ、動員34万8521人で過去最高記録を更新[98]。
  - 10月29日 - 映画監督・谷口千吉死去[98]。11月27日、東宝スタジオで「偲ぶ会」開催[98]。
- 11月
  - 11月1日 - 米エンターテイメント雑誌の日本語版ヴァラエティ・ジャパンがオンライン･ウェブサイトとして日本での業務開始[98]。
  - 11月7日 - USEN関連会社のフットノートが2008年1月1日付でキネマ旬報社への吸収合併を決議[98]。
  - 11月9日 - 東京足立区・TOHOシネマズ西新井開場[105][106][注 10]。
  - 11月10日 - 東宝東和のユニバーサル映画配給第1弾、『ボーン・アルティメイタム』（ポール・グリーングラス監督）公開[105]。
- 12月
  - 12月7日 - 日本映像ソフト協会がVHSからDVDへの主要な転換がほぼ完了したと発表[98]。
  - 12月10日 - エイベックス・エンタテインメントが新映画会社「ピックス」設立[98][107]。
  - 12月20日 - T・ジョイ、UC、WM、東急のシネコン4社が興行市場の拡大、デジタルシネマ化推進を目的に提携を発表[98]。
  - 12月31日 - UIP日本支社閉鎖、国内配給業務終了[98]。前身のCIC時代から洋画メジャー配給として多大な功績を残し、37年の歴史に幕[98]。

### 世界
- 1月7日 - 全米脚本家協会のストに伴い、ゴールデングローブ賞の授賞式が取りやめとなり、記者会見のみが行われることが発表された[要出典]。
- 1月22日 - 俳優のヒース・レジャーが薬物摂取過剰のため、ニューヨークのアパートで死去[要出典]。28歳であった[要出典]。
- 2月12日 - 全米脚本家組合ストライキが終結[要出典]。
- 6月1日 - ユニバーサルシティにあるユニバーサル・スタジオが大規模な火災の被害を受けた[要出典]。
- 8月4日 - 『ダークナイト』が全米公開18日目にして、4億ドルの興行収入を上げた[108]。

### 日本
- 1月
  - 2007年度全国映画館数3221スクリーン（うちシネコン2454スクリーン、前年比159スクリーン増、シェア76%で全体の4分の3以上）、入場者数1億6319万人（前年比99.2%）、興行収入1984億4300万円（前年比97.8%）[105][72]。
  - 東宝、平成19年度（1 - 12月）の映画営業部門の年間興収595億1000万円で歴代記録更新、4年連続500億円突破を達成[105]。TOHOシネマズの興収311億800万円（直営313スクリーン）、東宝グループ興行会社計（536スクリーン）463億9000万円[105]。
- 1月1日 - パラマウント映画配給部門が国内配給業務を開始[105]。
- 2月1日 - スタジオジブリ社長に星野康二が就任[105]。鈴木敏夫はプロデューサーに専念[105]。
- 2月3日 - ワーナー・マイカル・シネマズ東岸和田閉館[105]。WMのシネコン2号店、かつ、関西初として業界に旋風起こした15年の歴史に幕[105][注 11]。
- 2月13日 - 映画監督・市川崑死去[105][105]。3月29日、東宝スタジオ第9スタジオで「市川崑監督・お別れの会」開催[105]。
- 3月26日 - 大阪堺市・TOHOシネマズ鳳開場[109][110][注 12]。
- 4月1日 - 日本映画新社が保有する映像ライブラリー資産を東宝に譲渡[109]。管理・貸出・販売業務は東宝ステラに委託[109]。
- 11月21日 - 発行部数の落込みのため、映画雑誌『ロードショー』（1972年創刊）が休刊[111]。

### 2009年
- 1月13日 - 第66回ゴールデングローブ賞が行われ、『スラムドッグ$ミリオネア』が作品賞を受賞。
- 1月15日-25日 - 27回サンダンス映画祭が開催され、『プレシャス』が作品賞・観客賞を受賞。
- 1月22日 - 第81回アカデミー賞のノミネーションが発表。『ベンジャミン・バトン 数奇な人生』が13部門のノミネート。
- 2月5日-15日 - 第59回ベルリン国際映画祭が開催。ペルー映画『La teta asustada』（The Milk of Sorrow)が金熊賞を受賞。
- 2月8日 - 第62回英国アカデミー賞受賞作品が発表された。最優秀賞は『スラムドッグ$ミリオネア』。
- 2月22日 - 第81回アカデミー賞授賞式が行われ、『スラムドッグ$ミリオネア』が作品賞、監督賞など8部門を受賞。また。日本映画『おくりびと』が外国語映画賞を、『つみきのいえ』短編アニメ映画賞が受賞した。
- 4月7日 - アトムの誕生日にあたるこの日、ハリウッド版『鉄腕アトム』となる『ATOM』の写真が初公開された。
- 4月29日 - 映画監督、俳優のクリント・イーストウッドに日本政府より旭日中綬章が贈られることが決まる。
- 5月13日-24日 - 第62回カンヌ国際映画祭が開催され、河瀬直美監督が功労章を受章。
- 6月20日 - 109シネマズ川崎・菖蒲・箕面の3館で日本初となるIMAXデジタルシアターが開館し、『トランスフォーマー/リベンジ』の上映がはじまる。

## 最高興行収入映画
2000年代の最高興行収入上位50位には2008年と2007年の映画がそれぞれ8本入っている。次いで2009年、2005年、2004年の映画が6本である。
| 順位 | 作品名                                              | スタジオ                           | 世界興行収入   | 公開年 | 出典     |
| ---- | --------------------------------------------------- | ---------------------------------- | -------------- | ------ | -------- |
| 1    | アバター                                            | 20世紀フォックス                   | $2,713,395,000 | 2009   | [ # 1 ]  |
| 2    | ロード・オブ・ザ・リング/王の帰還                   | ニュー・ライン・シネマ             | $1,119,110,941 | 2003   | [ # 2 ]  |
| 3    | パイレーツ・オブ・カリビアン/デッドマンズ・チェスト | ウォルト・ディズニー・ピクチャーズ | $1,066,179,725 | 2006   | [ # 3 ]  |
| 4    | ダークナイト                                        | ワーナー・ブラザース               | $1,001,921,825 | 2008   | [ # 4 ]  |
| 5    | ハリー・ポッターと賢者の石                          | ワーナー・ブラザース               | $974,733,550   | 2001   | [ # 5 ]  |
| 6    | パイレーツ・オブ・カリビアン/ワールド・エンド       | ウォルト・ディズニー・ピクチャーズ | $960,996,492   | 2007   | [ # 6 ]  |
| 7    | ハリー・ポッターと不死鳥の騎士団                    | ワーナー・ブラザース               | $938,212,738   | 2007   | [ # 7 ]  |
| 8    | ハリー・ポッターと謎のプリンス                      | ワーナー・ブラザース               | $929,359,401   | 2009   | [ # 8 ]  |
| 9    | ロード・オブ・ザ・リング/二つの塔                   | ニュー・ライン・シネマ             | $925,282,504   | 2002   | [ # 9 ]  |
| 10   | シュレック2                                         | ドリームワークス・アニメーション   | $919,838,758   | 2004   | [ # 10 ] |
| 11   | ハリー・ポッターと炎のゴブレット                    | ワーナー・ブラザース               | $895,921,036   | 2005   | [ # 11 ] |
| 12   | スパイダーマン3                                     | ソニー・ピクチャーズ/コロンビア    | $890,871,626   | 2007   | [ # 12 ] |
| 13   | アイス・エイジ3/ティラノのおとしもの                | 20世紀フォックス/ブルースカイ      | $887,566,024   | 2009   | [ # 13 ] |
| 14   | ハリー・ポッターと秘密の部屋                        | ワーナー・ブラザース               | $878,643,482   | 2002   | [ # 14 ] |
| 15   | ロード・オブ・ザ・リング                            | ニュー・ライン・シネマ             | $870,761,744   | 2001   | [ # 15 ] |
| 16   | ファインディング・ニモ                              | ディズニー/ピクサー                | $864,625,978   | 2003   | [ # 16 ] |
| 17   | スター・ウォーズ エピソード3/シスの復讐             | 20世紀フォックス                   | $848,754,768   | 2005   | [ # 17 ] |
| 18   | トランスフォーマー/リベンジ                         | ドリームワークス/パラマウント映画  | $834,969,807   | 2009   | [ # 18 ] |
| 19   | スパイダーマン                                      | コロンビア映画                     | $821,708,551   | 2002   | [ # 19 ] |
| 20   | シュレック3                                         | ドリームワークス・アニメーション   | $798,958,162   | 2007   | [ # 20 ] |
| 21   | ハリー・ポッターとアズカバンの囚人                  | ワーナー・ブラザース               | $795,634,069   | 2004   | [ # 21 ] |
| 22   | インディ・ジョーンズ/クリスタル・スカルの王国       | パラマウント映画                   | $786,636,033   | 2008   | [ # 22 ] |
| 23   | スパイダーマン2                                     | ソニー・ピクチャーズ               | $783,766,341   | 2004   | [ # 23 ] |
| 24   | ダ・ヴィンチ・コード                                | コロンビア                         | $758,239,851   | 2006   | [ # 24 ] |
| 25   | ナルニア国物語/第1章: ライオンと魔女                | ウォルデン・メディア/ディズニー    | $745,011,272   | 2005   | [ # 25 ] |
| 26   | マトリックス リローデッド                           | ワーナー・ブラザース               | $742,128,461   | 2003   | [ # 26 ] |
| 27   | 2012                                                | ソニー・ピクチャーズ/コロンビア    | $736,257,842   | 2009   | [ # 27 ] |
| 28   | トランスフォーマー                                  | ドリームワークス/パラマウント映画  | $709,709,780   | 2007   | [ # 28 ] |
| 29   | カールじいさんの空飛ぶ家                            | ディズニー/ピクサー                | $683,004,164   | 2009   | [ # 29 ] |
| 30   | ニュームーン/トワイライト・サーガ                   | サミット・エンターテインメント     | $669,259,961   | 2009   | [ # 30 ] |
| 31   | アイス・エイジ2                                     | 20世紀フォックス/ブルースカイ      | $655,388,158   | 2006   | [ # 31 ] |
| 32   | パイレーツ・オブ・カリビアン                        | ウォルト・ディズニー・ピクチャーズ | $654,264,015   | 2003   | [ # 32 ] |
| 33   | スター・ウォーズ エピソード2/クローンの攻撃         | 20世紀フォックス                   | $649,398,328   | 2002   | [ # 33 ] |
| 34   | カンフー・パンダ                                    | ドリームワークス・アニメーション   | $631,744,560   | 2008   | [ # 34 ] |
| 35   | Mr.インクレディブル                                 | ディズニー/ピクサー                | $631,442,092   | 2004   | [ # 35 ] |
| 36   | ハンコック                                          | コロンビア映画                     | $624,386,746   | 2008   | [ # 36 ] |
| 37   | レミーのおいしいレストラン                          | ディズニー/ピクサー                | $623,707,397   | 2007   | [ # 37 ] |
| 38   | パッション                                          | アイコン・プロダクションズ         | $611,899,420   | 2004   | [ # 38 ] |
| 39   | マンマ・ミーア!                                     | ユニバーサル・ピクチャーズ         | $609,841,637   | 2008   | [ # 39 ] |
| 40   | マダガスカル2                                       | ドリームワークス・アニメーション   | $603,900,344   | 2008   | [ # 40 ] |
| 41   | 007 カジノ・ロワイヤル                              | ソニー/MGM/コロンビア              | $594,239,066   | 2006   | [ # 41 ] |
| 42   | 宇宙戦争                                            | ドリームワークス/パラマウント      | $591,745,540   | 2005   | [ # 42 ] |
| 43   | 007 慰めの報酬                                      | MGM/コロンビア                     | $586,090,727   | 2008   | [ # 43 ] |
| 44   | アイ・アム・レジェンド                              | ワーナー・ブラザース               | $585,349,010   | 2007   | [ # 44 ] |
| 45   | アイアンマン                                        | パラマウント                       | $585,133,287   | 2008   | [ # 45 ] |
| 46   | ナイト ミュージアム                                 | 20世紀フォックス                   | $574,480,450   | 2006   | [ # 46 ] |
| 47   | キング・コング                                      | ユニバーサル                       | $550,517,357   | 2005   | [ # 47 ] |
| 48   | ミッション:インポッシブル2                          | パラマウント                       | $546,388,105   | 2000   | [ # 48 ] |
| 49   | デイ・アフター・トゥモロー                          | 20世紀フォックス                   | $544,272,402   | 2004   | [ # 49 ] |
| 50   | マダガスカル                                        | ドリームワークス                   | $532,680,671   | 2005   | [ # 50 ] |

### 各年の最高興行収入映画
| 公開年 | 作品名                                              | スタジオ               | 世界興行収入   | 出典     |
| ------ | --------------------------------------------------- | ---------------------- | -------------- | -------- |
| 2000   | ミッション:インポッシブル2                          | パラマウント           | $546,388,105   | [ # 48 ] |
| 2001   | ハリー・ポッターと賢者の石                          | ワーナー・ブラザース   | $974,733,550   | [ # 5 ]  |
| 2002   | ロード・オブ・ザ・リング/二つの塔                   | ニュー・ライン・シネマ | $925,282,504   | [ # 9 ]  |
| 2003   | ロード・オブ・ザ・リング/王の帰還                   | ニュー・ライン・シネマ | $1,119,110,941 | [ # 2 ]  |
| 2004   | シュレック2                                         | ドリームワークス       | $919,838,758   | [ # 10 ] |
| 2005   | ハリー・ポッターと炎のゴブレット                    | ワーナー・ブラザース   | $895,921,036   | [ # 11 ] |
| 2006   | パイレーツ・オブ・カリビアン/デッドマンズ・チェスト | ディズニー             | $1,066,179,725 | [ # 3 ]  |
| 2007   | パイレーツ・オブ・カリビアン/ワールド・エンド       | ディズニー             | $960,996,492   | [ # 6 ]  |
| 2008   | ダークナイト                                        | ワーナー・ブラザース   | $1,001,842,429 | [ # 4 ]  |
| 2009   | アバター                                            | 20世紀フォックス       | $2,713,395,000 | [ # 1 ]  |

## 映画祭・賞

### アカデミー賞
| アカデミー賞 | アカデミー賞                          | アカデミー賞                                               | アカデミー賞                                                  | アカデミー賞                                                   | アカデミー賞                                        | アカデミー賞                                            |
| 年           | 作品賞                                | 監督賞                                                     | 主演男優賞                                                    | 主演女優賞                                                     | 助演男優賞                                          | 助演女優賞                                              |
| ------------ | ------------------------------------- | ---------------------------------------------------------- | ------------------------------------------------------------- | -------------------------------------------------------------- | --------------------------------------------------- | ------------------------------------------------------- |
| 2000         | 『グラディエーター』                  | スティーヴン・ソダーバーグ 『トラフィック』                | ラッセル・クロウ 『グラディエーター』                         | ジュリア・ロバーツ 『エリン・ブロコビッチ』                    | ベニチオ・デル・トロ 『トラフィック』               | マーシャ・ゲイ・ハーデン 『ポロック 2人だけのアトリエ』 |
| 2001         | 『ビューティフル・マインド』          | ロン・ハワード 『ビューティフル・マインド』                | デンゼル・ワシントン 『トレーニング デイ』                    | ハル・ベリー 『チョコレート』                                  | ジム・ブロードベント 『アイリス』                   | ジェニファー・コネリー 『ビューティフル・マインド』     |
| 2002         | 『シカゴ』                            | ロマン・ポランスキー 『戦場のピアニスト』                  | エイドリアン・ブロディ 『戦場のピアニスト』                   | ニコール・キッドマン 『めぐりあう時間たち』                    | クリス・クーパー 『アダプテーション』               | キャサリン・ゼタ＝ジョーンズ 『シカゴ』                 |
| 2003         | 『ロード・オブ・ザ・リング/王の帰還』 | ピーター・ジャクソン 『ロード・オブ・ザ・リング/王の帰還』 | ショーン・ペン 『ミスティック・リバー』                       | シャーリーズ・セロン 『モンスター』                            | ティム・ロビンス 『ミスティック・リバー』           | レニー・ゼルウィガー 『コールド マウンテン』            |
| 2004         | 『ミリオンダラー・ベイビー』          | クリント・イーストウッド 『ミリオンダラー・ベイビー』      | ジェイミー・フォックス 『Ray/レイ』                           | ヒラリー・スワンク 『ミリオンダラー・ベイビー』                | モーガン・フリーマン 『ミリオンダラー・ベイビー』   | ケイト・ブランシェット 『アビエイター』                 |
| 2005         | 『クラッシュ』                        | アン・リー 『ブロークバック・マウンテン』                  | フィリップ・シーモア・ホフマン 『カポーティ』                 | リース・ウィザースプーン 『ウォーク・ザ・ライン/君につづく道』 | ジョージ・クルーニー 『シリアナ』                   | レイチェル・ワイズ 『ナイロビの蜂』                     |
| 2006         | 『ディパーテッド』                    | マーティン・スコセッシ 『ディパーテッド』                  | フォレスト・ウィテカー 『ラストキング・オブ・スコットランド』 | ヘレン・ミレン 『クィーン』                                    | アラン・アーキン 『リトル・ミス・サンシャイン』     | ジェニファー・ハドソン 『ドリームガールズ』             |
| 2007         | 『ノーカントリー』                    | ジョエル&イーサン・コーエン 『ノーカントリー』             | ダニエル・デイ＝ルイス 『ゼア・ウィル・ビー・ブラッド』       | マリオン・コティヤール 『エディット・ピアフ〜愛の讃歌〜』      | ハビエル・バルデム 『ノーカントリー』               | ティルダ・スウィントン 『フィクサー』                   |
| 2008         | 『スラムドッグ$ミリオネア』           | ダニー・ボイル 『スラムドッグ$ミリオネア』                 | ショーン・ペン 『ミルク』                                     | ケイト・ウィンスレット 『愛を読むひと』                        | ヒース・レジャー 『ダークナイト』                   | ペネロペ・クルス 『それでも恋するバルセロナ』           |
| 2009         | 『ハート・ロッカー』                  | キャスリン・ビグロー 『ハート・ロッカー』                  | ジェフ・ブリッジス 『クレイジー・ハート』                     | サンドラ・ブロック 『しあわせの隠れ場所』                      | クリストフ・ヴァルツ 『イングロリアス・バスターズ』 | モニーク 『プレシャス』                                 |